# István Cserha
István Cserha es un deportista húngaro que compitió en piragüismo en la modalidad de aguas tranquilas. Ganó dos medallas en el Campeonato Mundial de Piragüismo, en los años 1966 y 1971.

## Palmarés internacional
| Campeonato Mundial | Campeonato Mundial    | Campeonato Mundial | Campeonato Mundial |
| Año                | Lugar                 | Medalla            | Evento             |
| ------------------ | --------------------- | ------------------ | ------------------ |
| 1966               | Berlín Oriental (RDA) | Medalla de bronce  | C2 10 000 m        |
| 1971               | Belgrado (Yugoslavia) | Medalla de plata   | C2 10 000 m        |